# Cynthia Doerner
Cynthia Doerner (11 febbraio 1951) è un'ex tennista australiana.
È conosciuta anche come Cynthia Doerner-Sieler.

## Carriera
In carriera ha vinto due titoli di doppio, il Canada Open nel 1976 e lo Swedish Open nel 1977. Nei tornei del Grande Slam ha ottenuto il suo miglior risultato raggiungendo le semifinali di doppio agli Australian Open nel 1973, in coppia con la connazionale Sally Irvine, e all'Open di Francia nel 1977, in coppia con l'argentina Raquel Giscafré.

## Statistiche

### Singolare

#### Finali perse (2)
| Numero | Anno             | Torneo                              | Superficie | Avversaria in finale | Punteggio |
| 1.     | 1º dicembre 1974 | WTA Brisbane, Victoria              |            | Evonne Goolagong     | 1-6, 2-6  |
| 2.     | 5 ottobre 1975   | WTA Congoleum Classic, Palm Springs | Cemento    | Chris Evert          | 1-6, 3-6  |

### Doppio

#### Vittorie (2)
| Numero | Anno           | Torneo               | Superficie  | Compagna        | Avversarie in finale         | Punteggio |
| 1.     | 23 agosto 1976 | Canada Open, Toronto | Terra rossa | Janet Newberry  | Sue Barker Pam Teeguarden    | abbandono |
| 2.     | 10 luglio 1977 | Swedish Open, Båstad |             | Raquel Giscafré | Helena Anliot Florența Mihai | 6-2, 7-5  |